# Mihama-ku (Chiba)
Mihama-ku (美浜 Mihama-ku?) es uno de los seis barrios de la ciudad de Chiba, Japón. Hasta el 1 de agosto de 2011 tenía una población estimada de 149.954 habitantes y una densidad de 7,090 personas por kilómetro cuadrado. La superficie total del barrio es de 21,16 km².